# Nationalpark Asinara
Der Nationalpark Asinara (italienisch Parco nazionale dell’Asinara) ist einer der insgesamt 24 Nationalparks in Italien, der auf der Insel Asinara im Nordwesten Sardiniens liegt.
Die Fläche des 1997 errichteten Nationalparks beträgt rund 52 km² und die Küstenlänge etwa 110 km.  Eine Besonderheit der Insel sind die leuzistischen weißen Esel, die unter strengem Schutz stehen.